# Сентер-Джанкшен (Айова)
Сентер-Джанкшен (англ. Center Junction) — переписна місцевість (CDP) в США, в окрузі Джонс штату Айова. Населення — 100 осіб (2020).

## Географія
Сентер-Джанкшен розташований за координатами 42°6′57″ пн. ш. 91°5′25″ зх. д. / 42.11583° пн. ш. 91.09028° зх. д. (42.115773, -91.090366).  За даними Бюро перепису населення США в 2010 році переписна місцевість мала площу 1,42 км², уся площа — суходіл. В 2017 році площа становила 1,90 км², уся площа — суходіл.

## Демографія
Згідно з переписом 2010 року, у місті мешкало 111 особа в 53 домогосподарствах у складі 34 родин. Густота населення становила 78 осіб/км².  Було 58 помешкань (41/км²).
Расовий склад населення:
| - 100,0 % — білих |

До двох чи більше рас належало 0,0 %. Частка іспаномовних становила 4,5 % від усіх жителів.
За віковим діапазоном населення розподілялося таким чином: 14,4 % — особи молодші 18 років, 61,3 % — особи у віці 18—64 років, 24,3 % — особи у віці 65 років та старші. Медіана віку мешканця становила 49,9 року. На 100 осіб жіночої статі у місті припадало 105,6 чоловіків;  на 100 жінок у віці від 18 років та старших — 106,5 чоловіків також старших 18 років.
Середній дохід на одне домашнє господарство  становив 52 352 долари США (медіана — 55 000), а середній дохід на одну сім'ю — 60 486 доларів (медіана — 63 125). За межею бідності перебувало 2,2 % осіб, у тому числі 0,0 % дітей у віці до 18 років та 8,7 % осіб у віці 65 років та старших.
Цивільне працевлаштоване населення становило 61 осіб. Основні галузі зайнятості: роздрібна торгівля — 19,7 %, освіта, охорона здоров'я та соціальна допомога — 19,7 %, виробництво — 18,0 %.